# Nieuwe Kerkstraat (Amsterdam)
De Nieuwe Kerkstraat is een straat in het centrum van Amsterdam. De straat ligt in de vroegere Amsterdamse jodenbuurt en wordt doorsneden door de Weesperstraat.

## Locatie
De Nieuwe Kerkstraat vormt het verlengde van de oudere Kerkstraat binnen de grachtengordel. Hij begint aan de Amstel, bij de Magere Brug. Hij eindigt bij de Lau Mazirelbrug over de Plantage Muidergracht, waar hij overgaat in de Plantage Kerklaan. Op nummer 149 is de Russensjoel gevestigd. Het gebouw Metropool aan de noordzijde van de Weesperstraat is over de Nieuwe Kerkstraat heen gebouwd, inclusief een onderdoorgang voor het verkeer om de Nieuwe Kerkstraat bereikbaar te houden.

## Geschiedenis
De straat begon als deel van de oorspronkelijke Kerkstraat. Deze straat werd in 1665 aangelegd om vier kerken rond de toenmalige stadsuitbreiding (de Tweede Uitleg) met elkaar te verbinden: de Amstelkerk, de  Oosterkerk en twee kerken die nooit zijn gebouwd, een bij het Molenpad en een bij de Weesperstraat. Het deel van de Kerkstraat ten oosten van de Amstel werd rond 1700 aangelegd. Het kreeg later andere namen. Vanaf de Amstel gezien, respectievelijk: de Nieuwe Kerkstraat, Plantage Kerklaan en Korte Kerkstraat. De laatste werd in 1943 omgedoopt in Tussen Kadijken.
De synagoge op nummer 26 werd in 1913 vervangen door een synagoge op Nieuwe Kerkstraat 10-14. Op nummer 16 was het Fernandes Nuneshuis gevestigd, een hofje voor arme Portugees-Joodse vrouwen. Nieuwe Kerkstraat 127 is het voormalige metaheerhuis van het Nederlands Israëlitisch Ziekenhuis aan de Nieuwe Keizersgracht. Nummer 159 is de Wittenberg, een gebouw waarin vroeger het Evangelisch-Luthers Diaconie Oude Mannen- en Vrouwenhuis Amsterdam was gevestigd. Aan de overzijde van de straat bevindt zich een vleugel van het toenmalige Werkhuis uit 1782 - sinds 1978 de locatie van het verpleeghuis Dr. Sarphatihuis.

## Rijksmonumenten
De panden op de nummers 16, 18, 20, 26, 46, 48, 119, 121, 123, 125, 143, 145, 149, 153, 159 zijn rijksmonument.
Zie ook: Lijst van rijksmonumenten in de Weesperbuurt en Plantage.

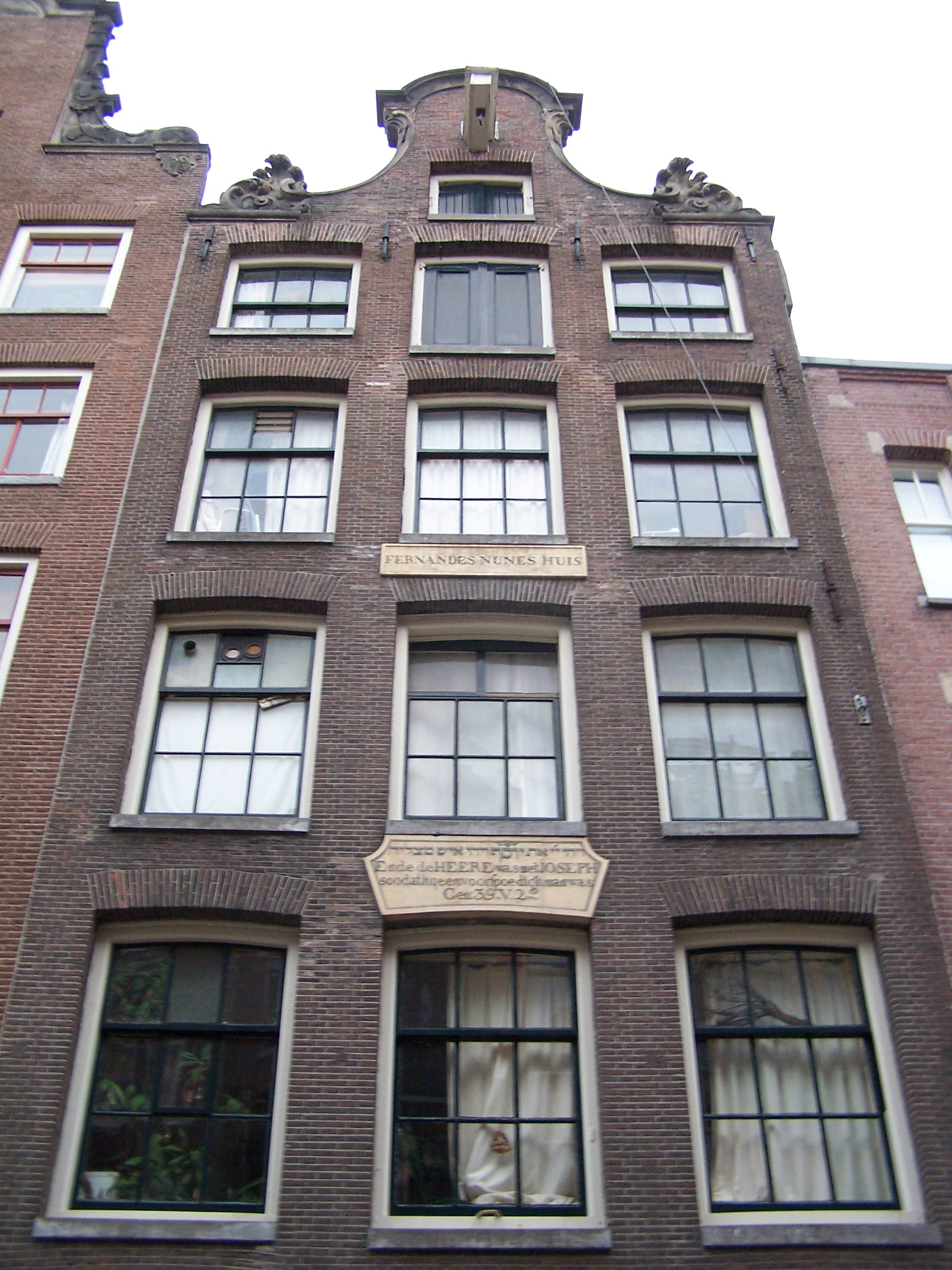
Nieuwe Kerkstraat 16
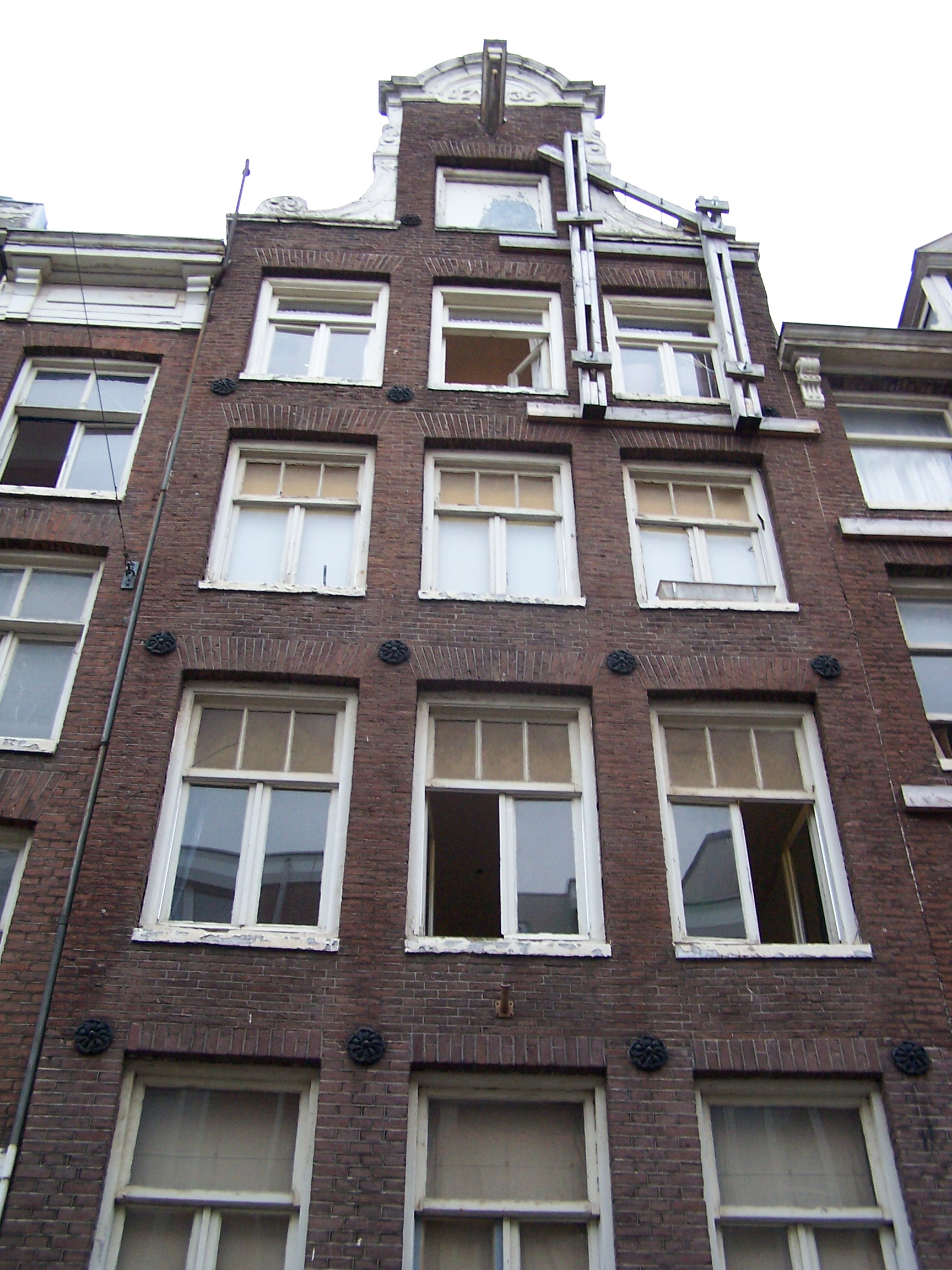
Nieuwe Kerkstraat 26
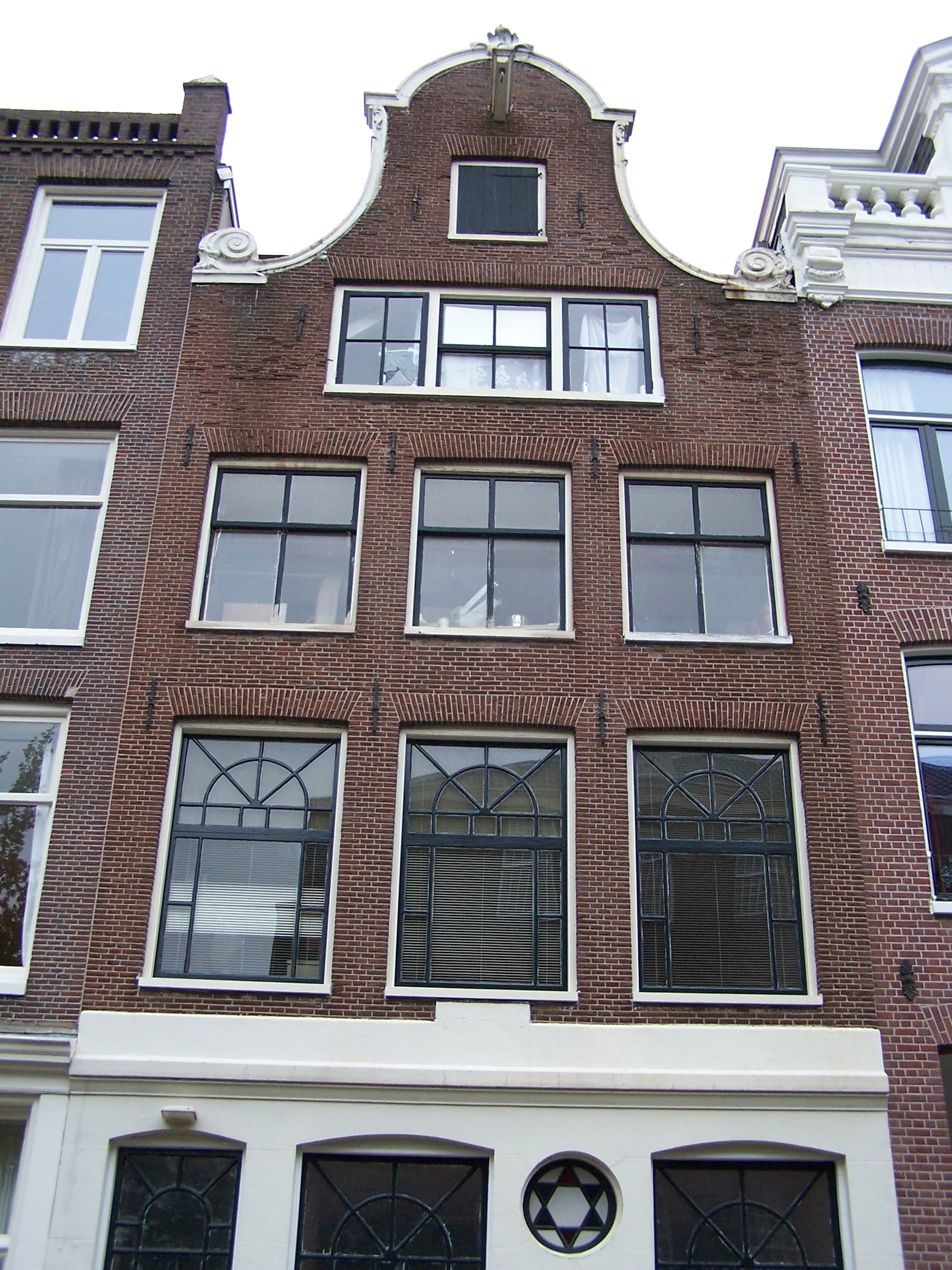
Nieuwe Kerkstraat 149
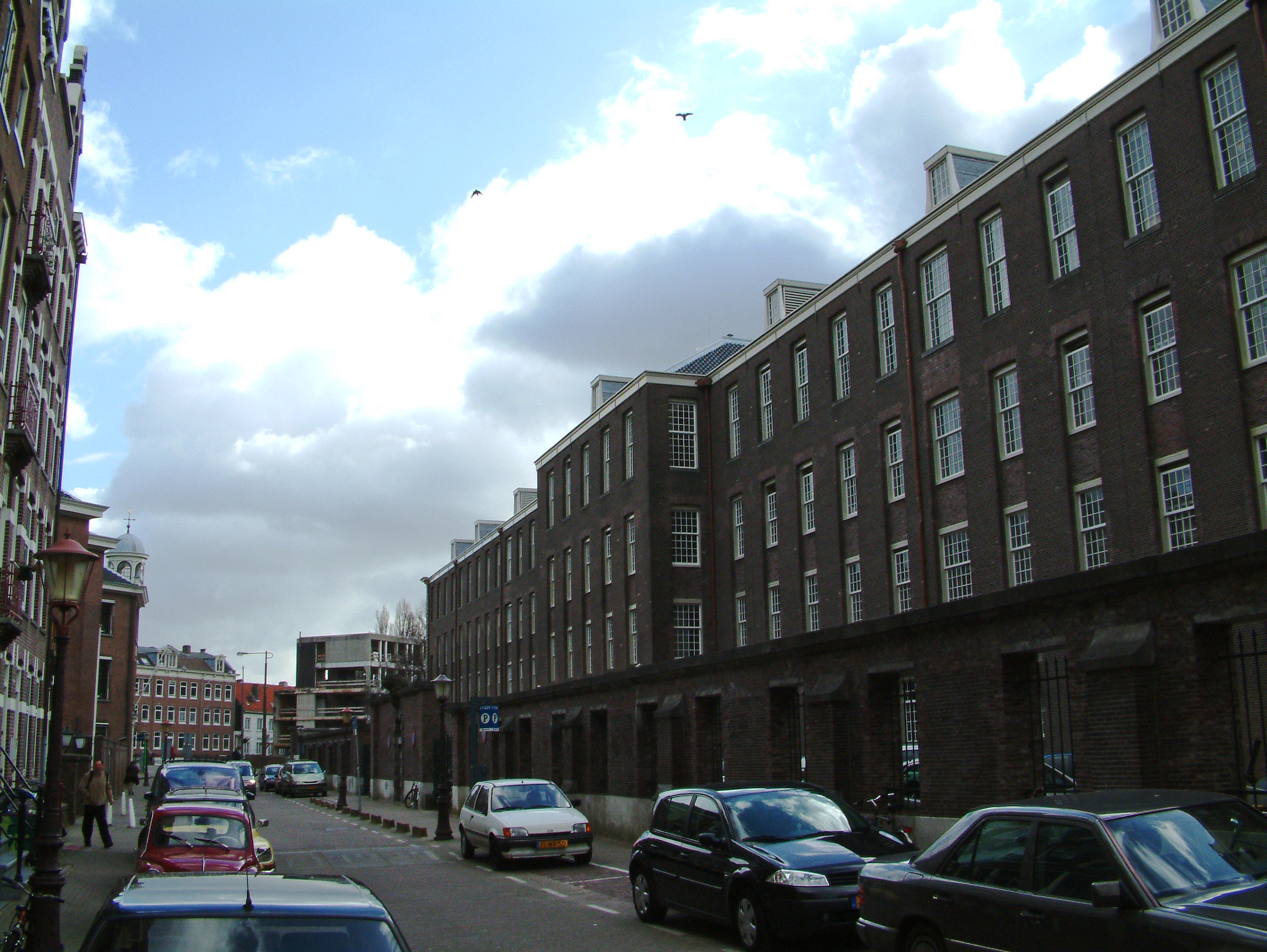
Lange zijgevel (rechts) van het Dr. Sarphatihuis

## Afbeeldingen

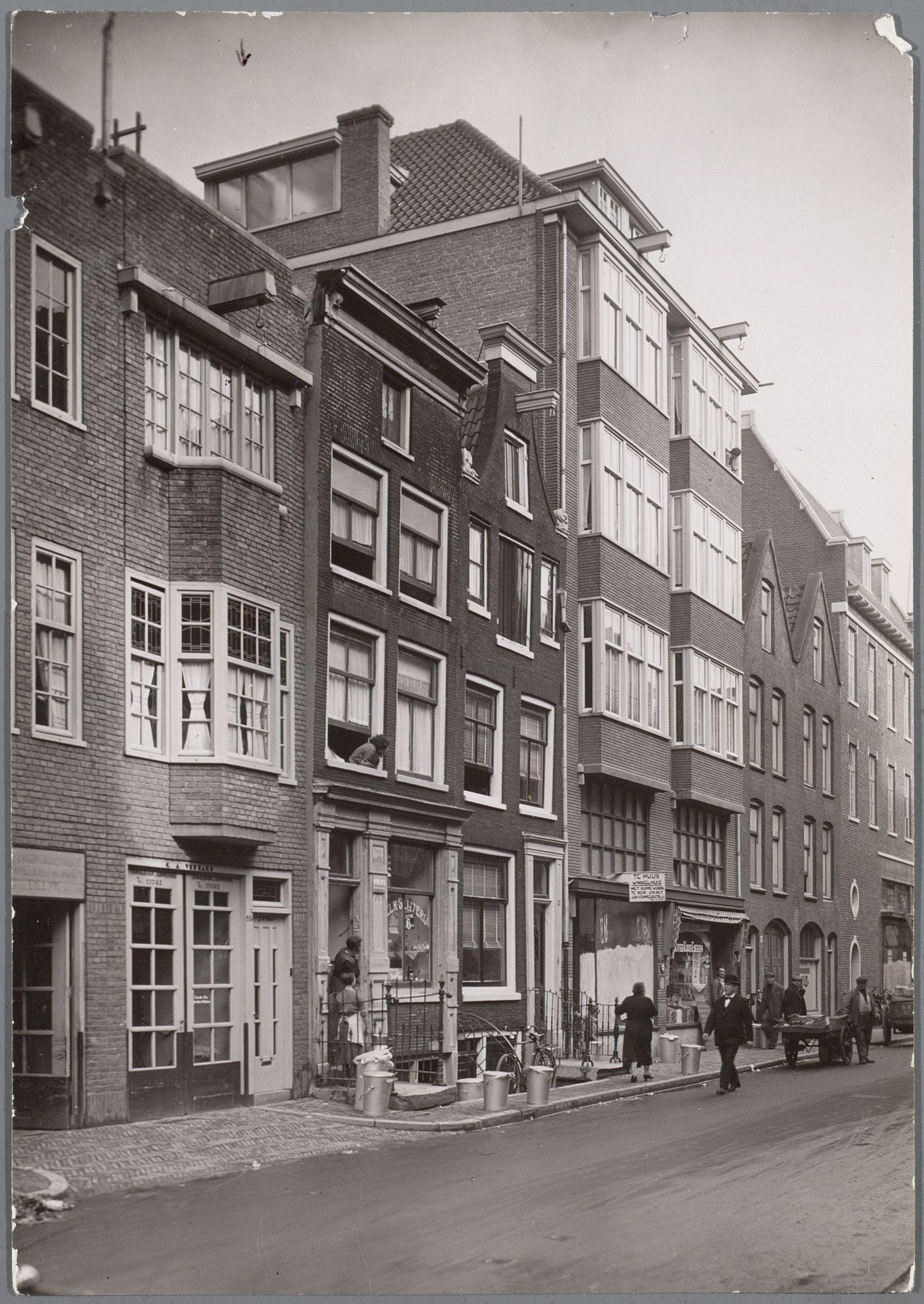
Nieuwe Kerkstraat nr. 67 (geheel links) tot 79 (foto, c. 1936)
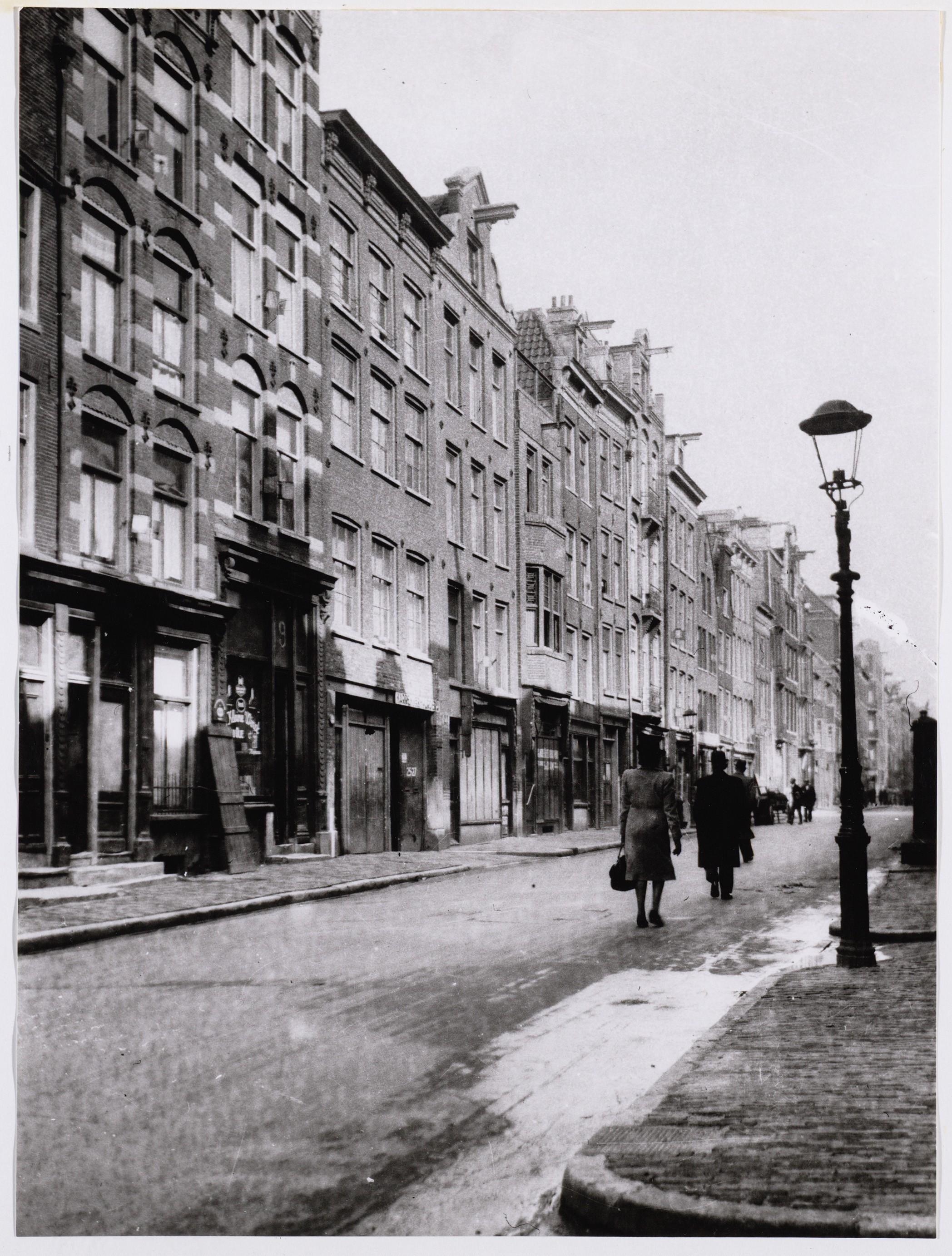
Het begin van de Nieuwe Kerkstraat met nr. 7 + 9, vanaf de Amstel gezien (foto, 1943)
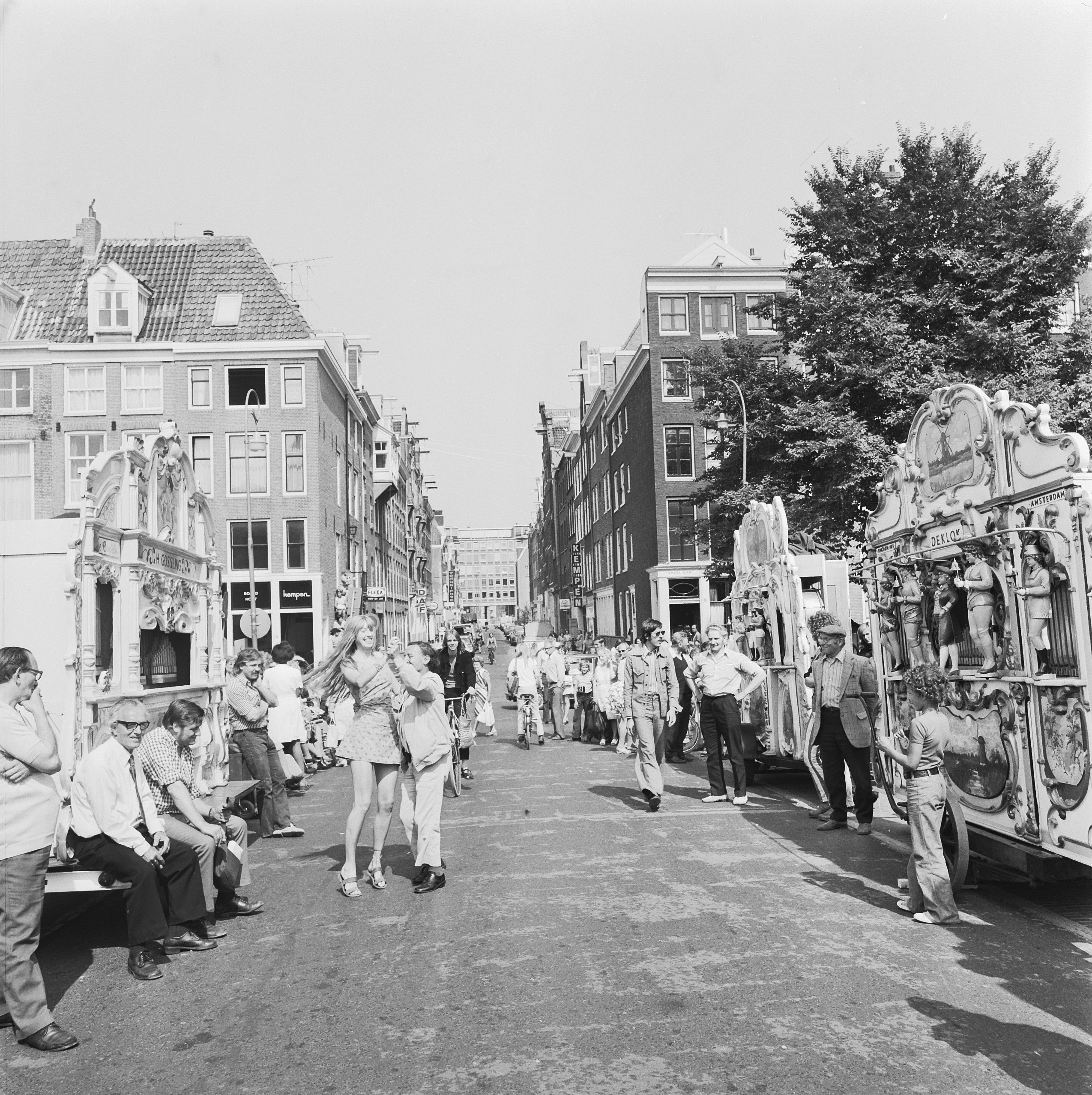
Draaiorgels aan de Amstel bij de Magere brug en het begin van de Nieuwe Kerkstraat (foto, 1973)
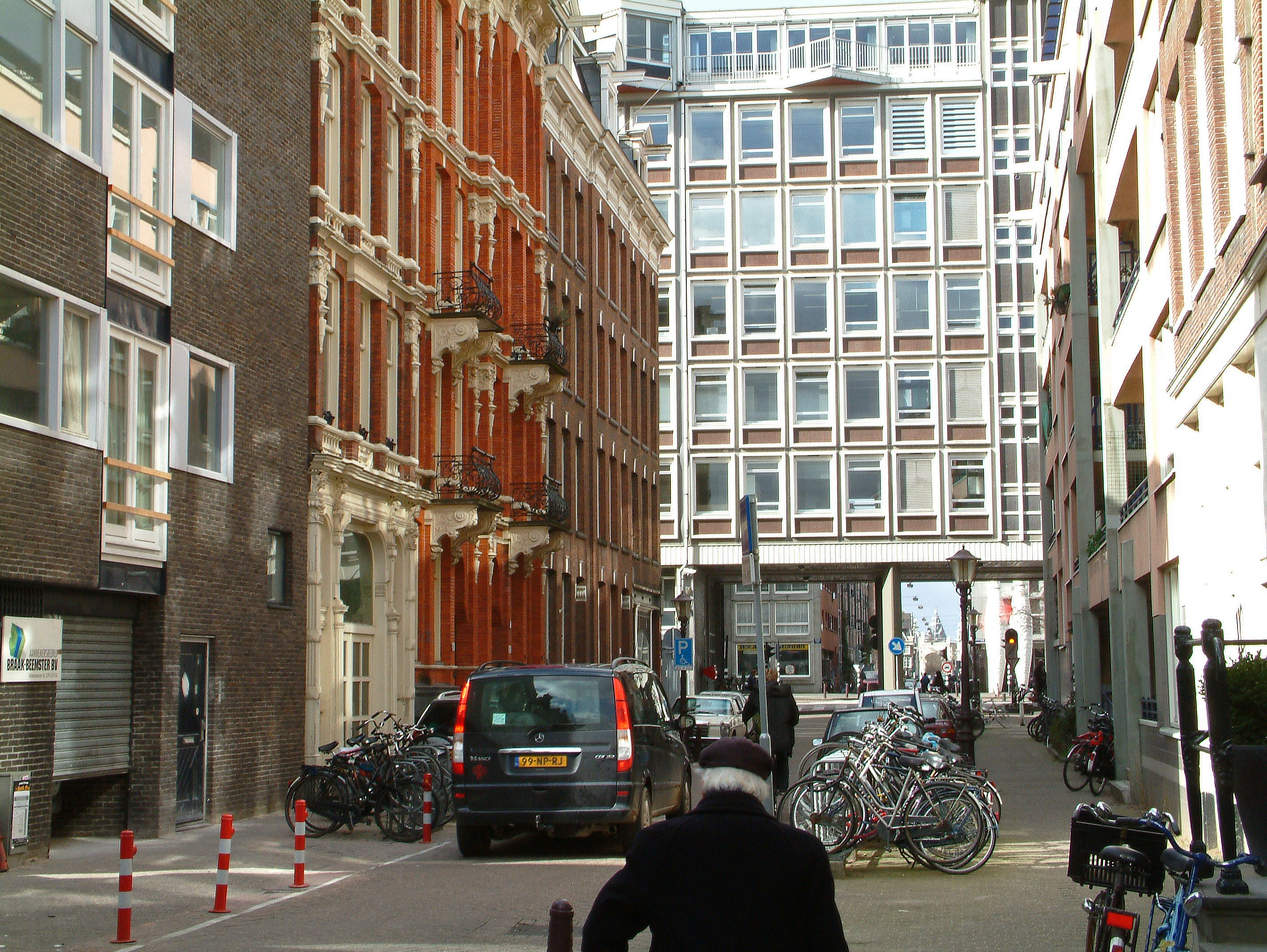
Nieuwe Kerkstraat, gezien naar de Weesperstraat, en Amstel (foto, 2006)
Nieuwe Kerkstraat kruist de Weesperstraat, naar de Amstel gezien (foto, 2017)
Rood-bakstenen huisgevel, Nieuwe Kerkstraat nr. 112-114 (foto, 2006)